# تاکاشی تاکابایاشی
تاکاشی تاکابایاشی (به انگلیسی: Takashi Takabayashi) بازیکن فوتبال اهل ژاپن و عضو تیم ملی فوتبال ژاپن است که در تاریخ ۱۴ مارس ۱۹۵۴ میلادی اولین بازی ملی‌اش را انجام داد. او در ۹ بازی ملی حضور داشت و آخرین بازی ملی خود را در تاریخ ۲۸ مه ۱۹۵۸ میلادی انجام داد. تاکاشی تاکابایاشی در بازی‌های ملی‌اش
۲ گل به ثمر رساند.